# Заградительный огонь
Загради́тельный ого́нь (Заградогонь, ЗО)(не путать с понятием «световое ограждение») — вид пехотного и артиллерийского огня, применяемый внезапно для отражения атак и контратак пехоты и танков противника на заранее намеченных и, как правило, пристрелянных рубежах (участках). 

## История
В связи с развитием военного дела, в тех или иных вооружённых силах государств мира, появлялись и новые приёмы в стрелковом деле. Одним из них и было применение  заградительного огня стрелковыми и артиллерийскими формированиями. Уже в ходе Великой войны русская крепостная артиллерия применяла заградительный огонь.
Заградительный огонь делится:
- по направлению относительно фронта своих подразделений на фронтальный и фланговый;
- по применению оружия на стрелковый, артиллерийский, зенитный;
- на неподвижный (НЗО) и подвижный (ПЗО).

Удаление ближайшей границы заградительного огня от своих подразделений, находящихся вне укрытий, гарантирует безопасность своих войск. Глубина участков заградительного огня достигает обычно 150—200 м. При выходе противника с участка заградительного огня огонь переносится на следующий огневой рубеж. Во время боя по сигналу пехоты, средствами проволочной связи и дублированные радиосвязью, заградительный огонь переносится вперед на второй огневой рубеж, где вновь задерживается до подхода своей пехоты на 150—200 м от линии артогня. Таким способом подвижного заградительного огня (огневого вала) своя пехота выводится на всю глубину, необходимую для овладения узлом сопротивления.
Для уничтожения воздушных целей заградительный огонь может применяться зенитной артиллерией и зенитными пулемётами по невидимым целям (за облаками и в облаках, ночью) по звуку, если в данном районе нет своей авиации.